# لیگ ۱
لیگ ۱ فرانسه نخستین لیگ حرفه‌ای فوتبال در کشور فرانسه است. زمان فعالیت این تورنومنت از اوت تا مه است و بعد از لیگ برتر انگلستان، لا لیگا اسپانیا، سری آ ایتالیا و بوندس‌لیگا آلمان، پنجمین لیگ برتر اروپا شناخته می‌شود. در حال حاضر پاری سن ژرمن با ١۳ قهرمانی در لیگ لوشامپیونه رکورددار است. شمار تیم‌های حاضر در این لیگ ۲۰ تیم است. باشگاه موناکو در کشور شاهزاده‌نشین موناکو قرار دارد اما در لیگ فوتبال فرانسه بازی می‌کند.

## قهرمانان
|   | باشگاه            | تعداد قهرمانی | سال‌های قهرمانی |
| - | ----------------- | ------------- | --- |
| ۱ | پاری سن ژرمن      | ۱۳            | ۱۹۸۵–۸۶, ۱۹۹۳–۹۴, ۲۰۱۲–۱۳, ۲۰۱۳–۱۴, ۲۰۱۴–۱۵, ۲۰۱۵–۱۶, ۲۰۱۷–۱۸, ۲۰۱۸–۱۹, ۲۰۱۹–۲۰ ۲۰۲۱–۲۲، ۲۰۲۲–۲۳، ۲۰۲۳–۲۴، ۲۰۲۴–۲۵ |
| ۲ | سنت اتین          | ۱۰            | ۱۹۵۶–۵۷, ۱۹۶۳–۶۴, ۱۹۶۶–۶۷, ۱۹۶۷–۶۸, ۱۹۶۸–۶۹, ۱۹۶۹–۷۰, ۱۹۷۳–۷۴, ۱۹۷۴–۷۵, ۱۹۷۵–۷۶, ۱۹۸۰–۸۱                           |
| ۲ | مارسی             | ۹             | ۱۹۳۶–۳۷, ۱۹۴۷–۴۸, ۱۹۷۰–۷۱, ۱۹۷۱–۷۲, ۱۹۸۸–۸۹, ۱۹۸۹–۹۰, ۱۹۹۰–۹۱, ۱۹۹۱–۹۲, ۲۰۰۹–۱۰                                    |
| ۳ | نانت              | ۸             | ۱۹۶۴–۶۵, ۱۹۶۵–۶۶, ۱۹۷۲–۷۳, ۱۹۷۶–۷۷, ۱۹۷۹–۸۰, ۱۹۸۲–۸۳, ۱۹۹۴–۹۵, ۲۰۰۰–۰۱                                             |
| ۳ | موناکو            | ۸             | ۱۹۶۰–۶۱, ۱۹۶۲–۶۳, ۱۹۷۷–۷۸, ۱۹۸۱–۸۲, ۱۹۸۷–۸۸, ۱۹۹۶–۹۷, ۱۹۹۹–۲۰۰۰, ۲۰۱۶–۱۷                                           |
| ۴ | لیون              | ۷             | ۲۰۰۱–۰۲, ۲۰۰۲–۰۳, ۲۰۰۳–۰۴, ۲۰۰۴–۰۵, ۲۰۰۵–۰۶, ۲۰۰۶–۰۷, ۲۰۰۷–۰۸                                                      |
| ۵ | بوردو             | ۶             | ۱۹۴۹–۵۰, ۱۹۸۳–۸۴, ۱۹۸۴–۸۵, ۱۹۸۶–۸۷, ۱۹۹۸–۹۹, ۲۰۰۸–۰۹                                                               |
| ۵ | استاد رنس         | ۶             | ۱۹۴۸–۴۹, ۱۹۵۲–۵۳, ۱۹۵۴–۵۵, ۱۹۵۷–۵۸, ۱۹۵۹–۶۰, ۱۹۶۱–۶۲                                                               |
| ۶ | نیس               | ۴             | ۱۹۵۰–۵۱, ۱۹۵۱–۵۲, ۱۹۵۵–۵۶, ۱۹۵۸–۵۹                                                                                 |
| ۶ | لیل               | ۴             | ۱۹۴۵–۴۶, ۱۹۵۳–۵۴, ۲۰۱۰–۱۱, ۲۱–۲۰۲۰                                                                                 |
| ۸ | سوشو              | ۳             | ۱۹۳۱, ۱۹۳۴-۳۵, ۱۹۳۷-۳۸                                                                                             |
| ۸ | Sète              | ۲             | ۱۹۳۳–۳۴, ۱۹۳۸–۳۹                                                                                                   |
| ۹ | لانس              | ۱             | ۱۹۹۷–۹۸ |
| ۹ | RC Paris          | ۱             | ۱۹۳۵–۳۶ |
| ۹ | استراسبورگ        | ۱             | ۱۹۷۸–۷۹ |
| ۹ | والنسین           | ۱             | ۱۹۳۲–۳۳ |
| ۹ | Roubaix-Tourcoing | ۱             | ۱۹۴۶–۴۷ |
| ۹ | اوسر              | ۱             | ۱۹۹۵–۹۶ |
| ۹ | مون‌پلیه           | ۱             | ۲۰۱۱–۱۲ |